# Väärälampi (sjö i Varkaus, Norra Savolax)
Väärälampi är en sjö i kommunen Varkaus i landskapet Norra Savolax i Finland. Arean är 37 hektar och strandlinjen är 5,62 kilometer lång. Sjön  ingår i Vuoksens huvudavrinningsområde.   Den ligger omkring 76 kilometer sydöst om Kuopio och omkring 300 kilometer nordöst om Helsingfors. 